# Панджшерские операции
Панджшерские операции — серия различных по масштабу и составу участников общевойсковых операций частей и соединений 40-й Армии и правительственных сил ДРА против вооружённых формирований афганских моджахедов полевого командира Ахмад Шах Масуда в Панджшерском ущелье и прилегающих районах, в период Афганской войны.

## Географическая и историческая справка

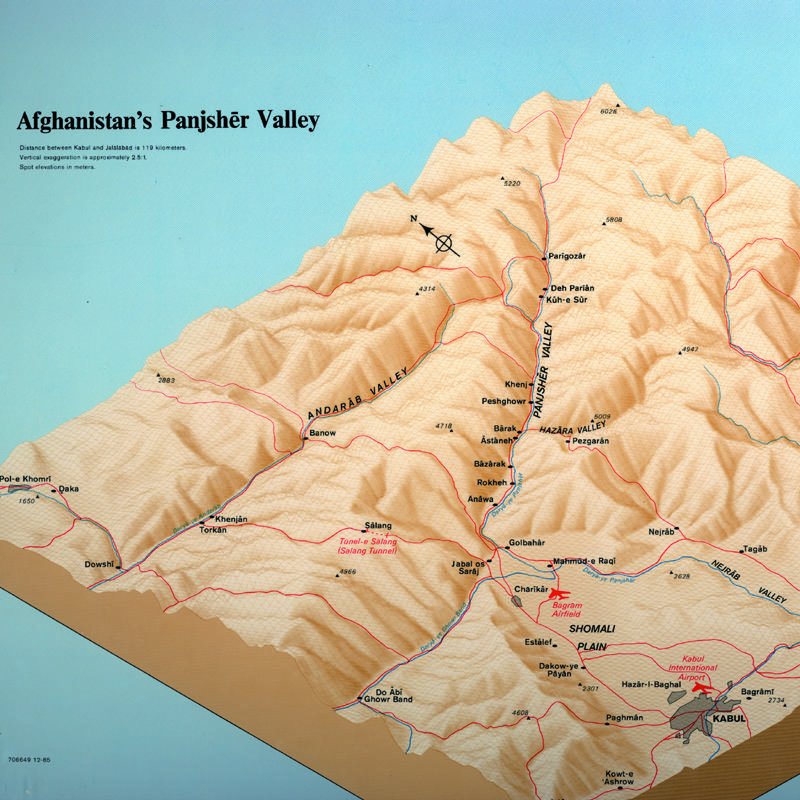
Трёхмерная модель Панджшерского ущелья и окружающего региона

Панджшерское ущелье (дари دره پنجشير, Dara-ye Panjšēr — «ущелье пяти львов») — ущелье на северо-востоке Афганистана (провинция Парван, с 2004 года — провинция Панджшер) — находится в северо-восточной части Афганистана. Простирается на 115 км вдоль горного массива Гиндукуш с южной его стороны и служит долиной одноимённой реки Панджшер.
Панджшерское ущелье начинается с города Гульбахор провинции Парван, расположенного на выходе ущелья в лесостепную равнину, именуемую Чарикарская долина. Вход в ущелье находится в 20 километрах от города Чарикар и в 6 километрах от города Джабаль-Уссарадж. Два данных города расположены на стратегически важной автодороге, связывающей столицу Афганистана город Кабул с северными провинциями, и следующей далее в город Хайратон, расположенный на бывшей советско-афганской границе, напротив города Термез в Узбекистане.

Ахмад Шах Масуд

Данная дорога является единственным маршрутом для автомобильного транспорта из Кабула на север. Связано это с тем, что географически северные провинции отделены от юго-востока страны высокогорными хребтами Гиндукуша, через которые только во второй половине XX века оказалось техническим выполнимым прокладка автодороги. Сложность в первую очередь связана была с прокладкой 4-километрового туннеля на перевале Саланг (в 1964 году) и возведением дороги на высоте около 4000 метров над уровнем моря.

Населено этническими таджиками — «панджшерцами», населившими этот регион более 700 лет назад — в начале XIV века. Причиной этой миграции послужили исторические процессы, связанные с доминированием тюрков в Средней Азии. Исторической родиной сегодняшних панджшерцев являются населённые пункты Даабет и Дахбек (ныне Самаркандская область, Узбекистан).

До ввода советских войск летом 1979 года, из ущелья были выбиты все правительственные войска ДРА и ущелье перешло под полный контроль полевого командира Ахмад Шах Масуда.

Приход в ДРА нового режима во главе с Бабраком Кармалем, требовал установления государственной власти во всех провинциях государства. В связи с этим войска ОКСВА совместно с ВС ДРА участвовали в войсковых операциях по освобождению от мятежников подконтрольных им территорий и поддержки вновь создаваемых государственных органов власти.
Одним из проблемных в этом плане регионов оказалась территория густонаселённого Панджшерского ущелья, доступ к которому на автомобильном транспорте был изолирован сложным горным ландшафтом от остальной территории Афганистана, как с северной, так и с южной стороны. Единственная автодорога в ущелье ведёт через город Гульбахор и заканчивается через 85 километров в населённом пункте Паси-Шахи-Мардан. Также проблему осложняло наличие серьёзной группировки полевого командира Ахмад Шах Масуда, пользовавшегося большим авторитетом у местного населения и являвшегося уроженцем этой местности.
Панджшерское ущелье служило удобным транспортным коридором по поставке вооружений и боеприпасов вьючным транспортом из Пакистана и местом для организации учебно-тренировочных баз мятежников.

## Терминология
Наименования «Панджшерские операции» — свидетельство того, как в отечественной военной историографии, для характеристики наступательной (оборонительной) операции, применялся географический принцип наименования, соответственно тому географическому объекту, в котором развивались военные действия и значению, которое данный объект имел, в планах и намерениях обеих сторон — как накануне, так и в ходе операции.
В оценке количества проведённых операций советскими войсками и правительственными войсками ДРА в Панджшерском ущелье имеется существенное разногласие. В некоторых источниках говорится о девяти, в других источниках говорится о шести операциях.
В основном в зарубежных источниках утверждается, что советскими войсками с 1980 по 1989 годы было проведено в Панджшерском ущелье девять войсковых операций. К такой же оценке склонны российские источники, ссылающиеся на труды западных историков.

При этом в зарубежных источниках не всегда приводится формулировка операция, а относительно определения типа боевых действий и нет подробного описания происходивших событий. В них используются термины «зачистка» (англ. sweep) и «наступление»(англ. offensive).

Из мемуаров советских военачальников, руководивших проведением данных операций, достоверно известно только о трёх событиях, которые они именовали Панджшерскими операциями.

При этом только два из них соответствуют по масштабу задействованных войск, средств и продолжительности определению «Операция».

В мемуарах военачальников, являвшихся руководителями операций, не встречается нумерация операций. Они именуются исключительно по датам проведения:
- Панджшерская операция 9-12 апреля 1980 года — задействовано около 1000 человек. Первые боевые действия советских войск в Панджшерском ущелье, в истории Афганской войны. По своей сущности и масштабам, данное событие являлось рейдом;
- Панджшерская операция май-июнь 1982 года — задействовано около 12 000 человек. В зарубежных источниках именуется пятой операцией[8].
- Панджшерская операция апрель-июнь 1984 года — задействовано 13 600 человек. В зарубежных источниках именуется седьмой операцией[8].

### Панджшерская операция 1980 года

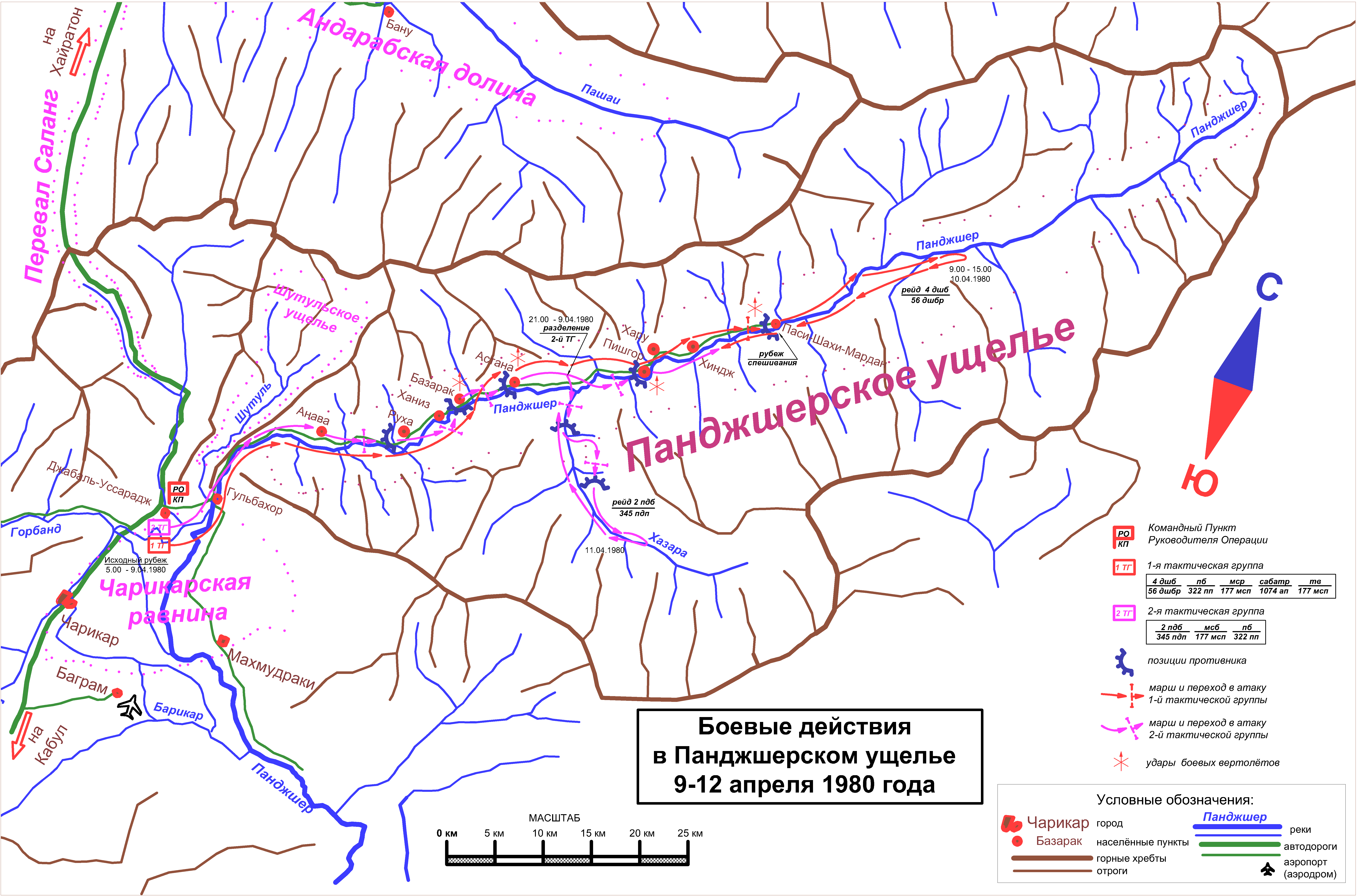
Карта боевых действий в Панджшерском ущелье 9-12 апреля 1980 года

Сразу после ввода войск, командование 40-й армией столкнулось со следующим фактором: близость Панджшерского ущелья и размещённой в ней группировки Ахмад Шах Масуда к трассе Кабул-Хайратон, создавало угрозу автотранспортного сообщения, по которому из СССР доставлялись грузы для нужд 40-й Армии, а также доставлялась материальная помощь для правительства ДРА.

Блокирование противником стратегически важной автодороги создавало угрозу, как существованию государственного режима, так и для полноценного функционирования частей и соединений 40-й Армии.

В связи с этим, спустя три месяца после ввода войск, руководство ВС СССР переходит к активным действиям по нейтрализации группировки Ахмад Шах Масуда. Главной задачей для операции в Панджшерском ущелье ставится нейтрализация отрядов Ахмад Шах Масуда, которые обстреливали советские и афганские автоколонны в районе города Джабаль-Уссарадж, а также проникали для этой цели в южную часть перевала Саланг через ущелье реки Шутуль (Шутульское ущелье), являющееся притоком реки Панджшер.

Руководителем операции был назначен заместитель командующего 40-й Армии генерал-майор Печевой Леонид Николаевич. Штаб операции располагался в городе Джабаль-Уссарадж.

По плану операции формируется тактическая группировка из пяти батальонов (трёх советских и двух афганских) общей численностью в 1000 бойцов. Для огневой поддержки были приданы вертолётная эскадрилья и артиллерийские подразделения.

Группировка была поделена на две части. Первая часть из двух батальонов (афганского пехотного батальона и 4-го десантно-штурмового батальона 56-й одшбр), не ввязываясь в бой, быстрым марш-броском должна была выдвинутся из населённого пункта Анава, проскочить через населённый пункт Руха и добравшись до населённого пункта Паси-Шахи-Мардан, развернутся и идти навстречу второй части из трёх батальонов (афганский пехотный, мотострелковый батальон 177-го мсп 108-й мсд и 2-го парашютно-десантного батальона 345-го опдп). По просьбе капитана Хабарова (командира 4-го дшб 56-й одшбр), дополнительно для усиления были выделены: два инженерно-сапёрных взвода, танковый взвод, мотострелковая рота от 177-го мсп и самоходная артиллерийская батарея 2С5. Поддержку с воздуха обеспечивала 262-я отдельная вертолётная эскадрилья.

Боевые действия начались в 5:00 утра 9 апреля.

В населённом пункте Паси-Шахи-Мардан находился штаб группировки Ахмад Шах Масуда, который в результате стремительного наступления был разбит и захвачен. Дальше этого кишлака дороги, пригодной для передвижения на боевой технике, не имелось, поэтому десантники 4-го дшб 56-й одшбр спешившись, произвели зачистку ущелья ещё на 30 километров вглубь на северо-восток.

К окончанию, 9 апреля 2-й пдб 345-го опдп по плану операции, вошёл в ущелье реки Хазара (южный приток Панджшера) с целью преследования противника.

10 апреля в полдень командование операции отдаёт приказ батальону Хабарова вернуться в населённый пункт Паси-Шахи-Мардан.

11 апреля был тяжело ранен командир 2-го пдб 345-го опдп майор Цыганов, а 13 апреля тяжёлое ранение получил командир 4-го дшб 56-й одшбр капитан Хабаров.

По итогам операции, которая была признана успешной, группировка Ахмад Шах Масуда была разбита, а сам он получив тяжёлое ранение избежал пленения.

По необъяснимым причинам по окончании операции руководство 40-й Армии решило не оставлять в занятых кишлаках Панджшерского ущелья воинские подразделения и полностью вывела все свои батальоны. В населённом пункте Руха был оставлен 322-й пехотный полк 8-й пехотной дивизии ВС ДРА, который в скором времени был выдавлен из ущелья вновь восстановленной группировкой Ахмад Шах Масуда.
Общее число потерь советских войск в ходе рейда составило 16 человек:
- 56-я отдельная гвардейская десантно-штурмовая бригада — 13 человек;
- 345-й отдельный гвардейский парашютно-десантный полк — 3 человек.

### Первое перемирие с Ахмад Шах Масудом
После вывода войск по окончании операции 9-12 апреля 1980 года, Ахмад Шах Масуд через посредников заключил временное перемирие с командованием 40-й Армии. Он взял на себя обязательства не нападать на подразделения советских войск и правительственных войск ДРА. В свою очередь, командование 40-й Армии дало ему обещание оказывать артиллерийскую и авиационную поддержку в случае боестолкновений отрядов Ахмад Шах Масуда с конфликтовавшими с ними отрядами Исламской Партии Афганистана.

За время перемирия Ахмад Шах Масуд создал сеть фортификационных укреплений по всему Панджшерскому ущелью, создал резервы по вооружению и боеприпасам, провёл боевое слаживание вновь сформированных отрядов и наладил разведывательную агентурную сеть. К середине 1981 года группировка отрядов составила 2200 человек. Данная цифра соответствовала штату советского развёрнутого мотострелкового полка.

### Панджшерская операция 1982 года

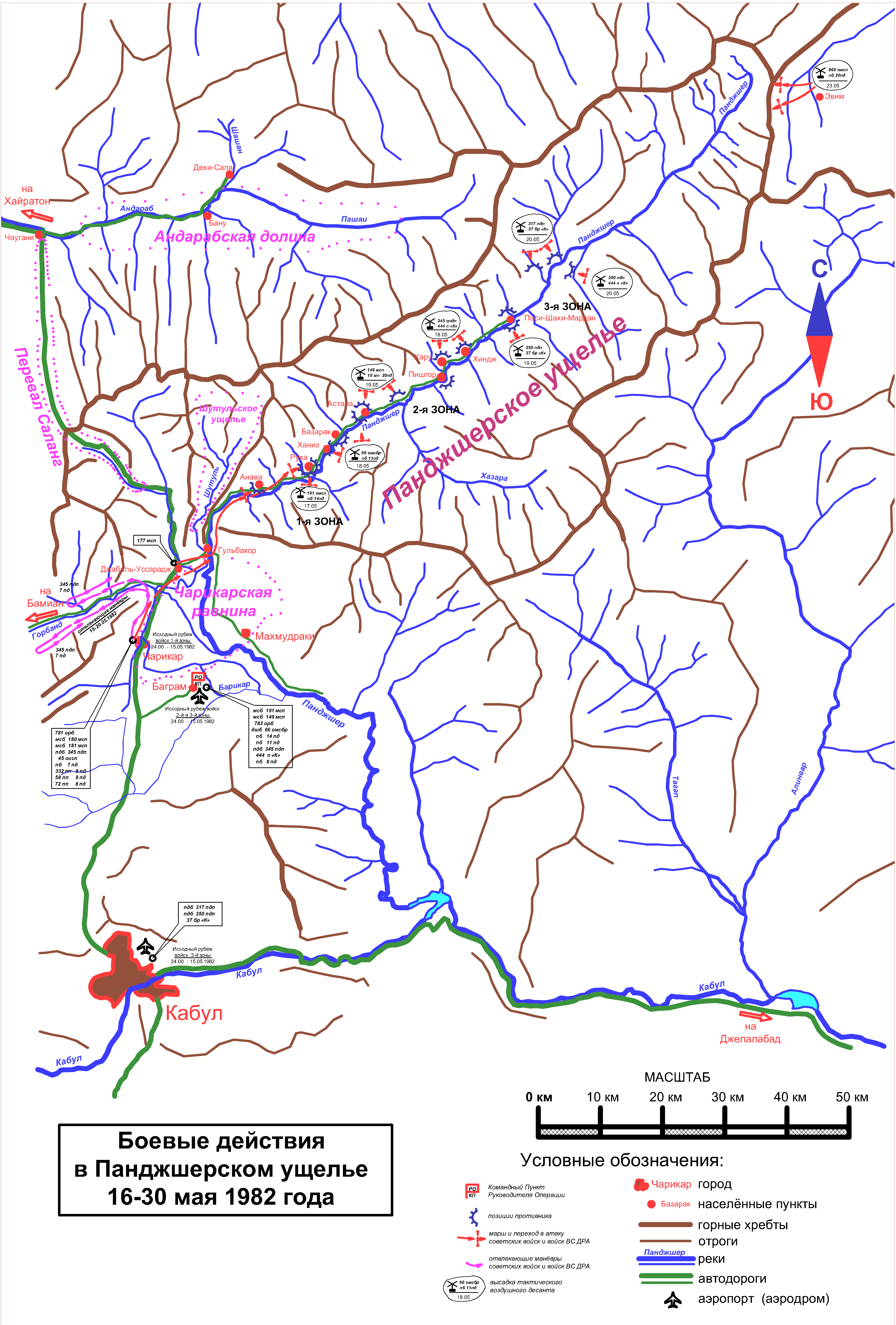
Боевые действия в Панджшерском ущелье 16-30 мая 1982 года

По настоятельным просьбам руководства ДРА, которое желало установления государственной власти в Панджшерском ущелье, Политбюро ЦК КПСС санкционировало проведение более крупной войсковой операции в ущелье весной 1982 года. При этом руководство ВС СССР выступало против операции, мотивируя её исход большим количеством возможных жертв как среди военнослужащих так и мирного населения.

По предварительной оценке общая численность противника в Панджшерском ущелье достигала 5000 бойцов, при количестве проживавшего в ущелье мирного населения в 40 000 человек.

Возглавлять операцию был назначен начальника штаба 40-й армии генерал-майор Тер-Григорьянц.

Задачами операции являлись:
- уничтожение баз мятежников в Панджшерском ущелье;
- уничтожение системы управления группировками противника;
- блокирование главных маршрутов передвижения группировок противника и путей снабжения их вооружением и боеприпасами;
- захват территории, удерживаемой Исламским обществом Афганистана.

Операция началась в ночь с 15 на 16 мая. По плану операции территория Панджшерского ущелья была разделена на три зоны, в каждой из которых должна была действовать сводная тактическая группировка 40-й Армии и ВС ДРА:
- 1-я зона — ввод войск в Панджшерское ущелье с западной стороны. Одновременно в Чарикарской равнине был произведён отвлекающий манёвр по долине реки Горбанд (приток реки Панджшер), с целью дезинформации противника о ложном наступлении в направлении провинции Бамиан. Отвлекающие манёвры длились до 20 мая.
  - В тактической группировке состояли от 40-й Армии — части 108-й мсд (177-й мсп, 180-й мсп, 181-й мсп, 781-й орб, артиллерия дивизии) и 191-й омсп. От ВС ДРА — части 8-й пехотной дивизии (332-й пп, 58-й пп, 72-й пп);
- 2-я зона — высадка 17 мая и 19 мая тактического воздушного десанта на вертолётах на господствующие вершины в Панджшерском ущелье на глубине от 20 до 40 километров.
  - В тактической группировке состояли от 40-й Армии — 66-я омсбр, части 201-й мсд (149-й гв. мсп и 783-й орб). От ВС ДРА — 66-й пп, 11-й пехотной дивизии и 10-й пп 20-й пд;
- 3-я зона — высадка 18 мая тактического воздушного десанта на вертолётах на господствующие вершины в Панджшерском ущелье на глубину от 40 до 75 километров и 20 мая на глубину до 100 километров.
  - В тактической группировке состояли от 40-й Армии — части 103-й вдд (317-й пдп, 350-й пдп), 345-й опдп. От ВС ДРА — 444-й полк «Коммандос», 37-я бригада «Коммандос».

Подобная тактика помогла расчленить группировки моджахедов и разрушить объединённое управление противника. Пока высаженный тактический воздушный десант блокировал передвижение противника по ущелью, части 108-й мсд на бронетехнике продвигаясь по ущелью с запада на восток, захватывали все населённые пункты на своём пути и шли на воссоединение с высаженным десантом.

22-23 мая руководством 40-й Армии были задействованы дополнительные резервы. Из состава 860-го омсп, стоявшего на отдельном стратегически важном направлении и закрывавшем Ваханский коридор, в срочном порядке по воздуху был переброшен из Файзабада в Кундуз и далее в Баграм 1-й мотострелковый батальон без техники. Далее он совместно с 24-м пп 20-й пд ВС ДРА сформировал сводную тактическую группу в 600 бойцов и был переброшен на вертолётах для блокирования восточного выхода из Панджшерского ущелья в районе населённых пунктов Эвим и Шахраи вблизи афгано-пакистанской границы.

В общей сложности в ходе операции вертолётами было десантировано 4200 бойцов из 20 советских и афганских батальонов. 

Всего в операции было задействовано около 12 000 человек, 320 единиц бронетехники, 155 орудий и миномётов, 104 вертолёта, 26 самолётов.

Операция продолжалась две недели и закончилась разгромом всех группировок моджахедов в Панджшерском ущелье. Противник был рассеян и потерял свои базы, укрепрайоны, позиции ПВО, и временно утратил прежнюю боеспособность.
Имеется существенная разница в оценках потерь советских войск в операции 1982 года. Так в мемуарах некоторых ветеранов войны они оцениваются как около 1000 убитых и 2000 раненых.
Согласно последним уточнённым данным, потери советских войск в Панджшерском ущелье в период с 16 мая по 20 июня 1982 года, составили не менее 117 военнослужащих убитыми (в это число не входят скончавшиеся позже от полученных ран):
- 108-я мотострелковая дивизия:
  - 180-й мотострелковый полк — 36 человек;
  - 181-й мотострелковый полк — 4;
  - 1074-й артиллерийский полк — 1.
- 103-я гвардейская воздушно-десантная дивизия:
  - 350-й гвардейский парашютно-десантный полк — 11;
  - 317-й гвардейский парашютно-десантный полк — 1.
- 201-я мотострелковая дивизия:
  - 149-й гвардейский мотострелковый полк — 8.
- 66-я отдельная мотострелковая бригада — 11;
- 191-й отдельный мотострелковый полк — 27;
- 345-й отдельный гвардейский парашютно-десантный полк — 6;
- ВВС 40-й Армии:
  - управление ВВС — 2;
  - 50-й отдельный смешанный авиационный полк — 8;
  - 27-й гвардейский истребительный авиационный полк — 1.
- Тыл 40-й Армии:
  - 777-й отдельный автомобильный батальон — 1.

К середине июня все участвовавшие в операции советские и афганские подразделения были выведены из ущелья. В этот раз советские военачальники руководствуясь опытом и итогами Панджшерской операции 1980 года, оставили в двух населённых пунктах небольшие гарнизоны для блокирования сквозного прохода через ущелье и сковывания действий противника:
- населённый пункт Руха — 177-й отдельный отряд специального назначения (177-й ооспн) с приданными подразделениями огневой поддержки: взвод радиоэлектронной борьбы от 254-го радиотехнического полка особого назначения, гаубичная артбатарея Д-30 и реактивная артбатарея РСЗО БМ-21 от 1074-го артиллерийского полка, а также приданный для сторожевого охранения мотострелковый батальон и танковый взвод от 177-го мотострелкового полка 108-й мотострелковой дивизии. Для этой цели 177-й ооспн в начале июня проделал 500-километровый марш из северной провинции Фарьяб и был передислоцирован в населённый пункт Руха. Общая численность гарнизона в Рухе составила около 1000 бойцов[8][14][16]
- населённый пункт Анава — 2-й парашютно-десантный батальон, усиленный гаубичной артбатареей Д-30 от 345-го опдп, передислоцированные из города Баграм, а также батальон от 444-го полка «Коммандос» ВС ДРА[17].

### Второе перемирие с Ахмад Шах Масудом
В конце 1982 — начале 1983 года руководство 40-й Армии проводило активные переговоры с Ахмад Шах Масудом на предмет перемирия. Перемирие было достигнуто и согласно его условиям советские войска должны были покинуть населённый пункт Руха, в свою очередь Ахмад Шах Масуд обязался не вести боевых действий против советских войск и правительственных войск ДРА.
На вопрос что именно заставило Ахмад Шах Масуда пойти на примирение, существуют две версии:
1. Планомерная работа с Ахмад Шах Масудом подполковника ГРУ Анатолия Ткачёва, который на личной встрече сумел убедить его пойти на примирение в обмен на помощь в возвращении жителей Панджшерского ущелья на места прежнего проживания и создание условий для их нормальной жизнедеятельности, а также полного прекращения боевых действий с его отрядами. Встреча произошла 1 января 1983 года[1][18].
2. Ахмад Шах Масуд пошёл на примирение из-за успешных боевых действий 177-го ооСпН (2-й Мусульманский батальон).

Сам подполковник Ткачёв отмечал непримиримое отношение советского военного руководства к Ахмад Шаху Масуду:

Помню, когда я докладывал обстановку генералу армии С.Ф. Ахромееву, бывшему тогда одним из руководителей Оперативной группы МО СССР, то сказал ему, что надо попытаться договориться с Ахмад Шахом о перемирии, так как от наших огневых и авиационных ударов гибнут мирные жители, а от огня моджахедов погибают наши солдаты. Он ответил, что все эти старики, женщины и дети являются родственниками душманов, а что погибают наши солдаты, так это их долг. Погибнет один, пришлют еще десяток. Ахмад Шаха надо поставить на колени и заставить его сложить оружие.

…Во многом благодаря успешным действиям спецназа против отрядов полевого командира Ахмад Шах Масуда, мятежники пошли на перемирие в этом районе…— 15 бригада СПЕЦНАЗ: Люди и судьбы. Афганистан глазами очевидцев
 Командир отряда подполковник Керимбаев, получив боевой приказ на удержание населённого пункта Руха, не стал замыкаться исключительно на круговой обороне занятого кишлака, а по собственной инициативе перешёл к активным боевым действиям против уцелевших сил Ахмад Шах Масуда, которые включали в себя поисковые рейды и захваты преобладающих высот, которые были оставлены советскими войсками и заняты повторно противником.
8 марта 1983 года, продержавшись в Панджшерском ущелье почти 9 месяцев, потеряв 45 человек убитыми и 2 пропавшими без вести, 177-й ооСпН вместе с придаными подразделениями вышел из ущелья и передислоцировался в кишлак Гульбахор, на северной окраине Чарикарской равнины. При этом советский гарнизон от 345-го опдп в населённом пункте Анава остался на месте.

### Панджшерская операция 1984 года
В начале 1984 года правительство Бабрака Кармаля вновь просит от Политбюро ЦК КПСС начать войсковую операцию в Панджшерском ущелье с целью окончательного уничтожения Ахмад Шах Масуда и его формирований. В марте 1984 года было принято решение удовлетворить просьбу правительства ДРА.
Со своей стороны советское командование начало получать сведения, что отряды Ахмад Шах Масуда с начала 1984 года, нарушив перемирие, стали нападать на транспортные колонны, следующие по автодороге Кабул-Хайратон. Тот факт, что Масуд стали избегать контактов с представителями 40-й Армии, создало у командование представление о том что соблюдение дальнейшего перемирия не имеет смысла.

Планировалось начать операцию в конце марта. Но по настоянию афганской стороны, которые с помощью тайной агентуры ХАД предпринимали попытки устранить Ахмад Шах Масуда в ходе теракта, начало операции было перенесено на 14 апреля, а осуществление основной фазы — на 19 апреля.
План операции в целом соответствовал предыдущей операции 1982 года. Согласно ему также предполагалось ведение отвлекающего манёвра с наступлением войск по долине реки Горбанд и по его ущелью в направлении Бамиана, высадка тактического воздушного десанта на различных участках Панджшерского ущелья, ввод в западную оконечность ущелья главной ударной тактической группировки на бронетехнике, а также блокирование восточного выхода из ущелья. На этот раз перед началом боевых действий планировалось осуществление массированных бомбово-штурмовых ударов по позициям противника на всей территории ущелья, средствами четырёх тяжёлых бомбардировочных авиаполков Дальней авиации с территории СССР.
Всего для осуществления операции было привлечено 33 батальона (20 советских, 13 афганских). В общей сложности в операции участвовало более 11000 советских и 2600 афганских военнослужащих. От ВВС 40-й Армии было выделено 194 самолётов и 154 вертолёта. Артиллерийскую поддержку осуществляли 39 артиллерийских батарей (из них 13 батарей РСЗО).
Вся операция была разделена на три этапа:
1. Блокирование подразделениями спецназа и десантно-штурмовым батальоном 66-й омсбр восточной оконечности ущелья с целью пресечения движения караванов из Пакистана, осуществлявших доставку оружия и боеприпасов отрядам Ахмад Шах Масуда.
2. Разгром отрядов противника в юго-западной и в центральной части ущелья.
3. Разгром отрядов противника в равнинной части долины реки Панджшер и отступивших в долину Андараб (находится через перевал севернее Панджшерского ущелья).

Отвлекающий манёвр начался 14 апреля с выдвижения частей 108-й мсд, 191-го омсп, 395-го мсп 201-й мсд, 8-й и 20-й пд ВС ДРА. Данная группировка демонстративно начала прочёсывание местности вдоль трассы Кабул-Хайратон и сосредоточилась у входа в ущелье реки Горбанд.

Для блокирования путей отступления противника на север из Панджшерского ущелья в долину Андараб были выделены части 201-й мсд и 350-й пдп 103-й гв. вдд.
19 апреля в 4 часа утра в течение 100 минут 39 артиллерийских батарей произвели огневой удар по Панджшерскому ущелью. После этого войска пошли в наступление. 191-й омсп блокировал Шутульское ущелье (находится между ущельями Пандшер и Саланг), перекрыв противнику доступ к перевалу Саланг.
Ахмад Шах Масуд своим приказом в ночь 19 на 20 апреля начал отступление отрядов в направлении населённых пунктов Андараб и Хосто-о-Фаранг, находившиеся севернее Панджшерского ущелья в провинции Баглан. В самом Панджшерском ущелье он оставил группы прикрытия отступления и часть тяжёлого вооружения.
20 апреля в район северо-восточнее населённого пункта Базарак были высажены с вертолётов тактические воздушные десанты в составе 350-го пдп 103-й вдд, десантно-штурмового батальона 70-й омсбр, 345-го опдп 37-й бригады и 444-го полка «Коммандос» ВС ДРА общей численностью в 2000 человек. В боевую задачу им ставилось блокирование противника и содействие наступающей на бронетехнике группировке с юго-западной части ущелья.
21 апреля после получения разведданных о том, что части противника удалось выйти в долину Андараб и подойти вплотную к перевалу Саланг, руководством 40-й Армии было произведено перераспределение сил:
- сводная тактическая группировка 66-й омсбр, находившаяся в резерве в Кабуле, была переброшена на перевал Саланг и совместно с частями 209-й пехотной дивизией ВС ДРА приступила к обороне перевала и уничтожению прорвавшихся к нему моджахедов.
- 395-й мсп 201-й мсд был выведен из Панджшерского ущелья и отправлен в район населённого пункта Чаугани (северная оконечность перевала Саланг). Туда же выдвигались части 201-й мсд. После объединения в Чаугани, данная группировка перешла в наступление в восточном направлении на долину Андараб для разгрома противника.

С 22 апреля разведывательными подразделениями проводится преследование Ахмад Шах Масуда по возможным путям отступления. Поиск успеха не принёс.
5 мая операция считается завершённой.
Согласно официальной точки зрения — операция была признана удачной. Но по мнению большинства военачальников операция оказалось провальной.

…Лишь значительно позже выяснилось, что операция окончилась своеобразным провалом. Несмотря на принятые меры по сохранению в тайне намерений советского командования, произошла утечка информации со всеми вытекающими из этого последствиями.

Имея разветвлённую сеть агентуры в Кабуле, Масуд заблаговременно до начала боевых действий получил исчерпывающие данные о всех планах правительственных и советских войск… — «Памяти Ахмад Шаха Масуда». Александр Ляховский, Вячеслав Некрасов.
Благодаря полученной информации, Ахмад Шах Масуд сумел заблаговременно подготовить позиции своих отрядов и провести усиленное минирование путей наступления советских и правительственных войск. К примеру, только за 19 апреля в 191-м омсп на минах подорвался 21 боец.
Также отряды Масуда заранее подготовили позиции для засады, в результате чего 30 апреля тяжёлые потери понёс 1-й мотострелковый батальон 682-го мсп (53 убитых, 58 раненых).
Операция была отчасти успешной — инфраструктура моджахедов, созданная за время перемирия 1983—1984 годов, была разрушена, в плен попал один из соратников Масуда — Абдул Вахед. Бабрак Кармаль совершил пропагандистское посещение покорённого Панджшера, который на некоторое время стал безопасной зоной.
Учитывая опыт прежней операции 1982 года, по окончании операции в населённый пункт Руха был передислоцирован 682-й мотострелковый полк 108-й мсд. С первых дней дислокации в населённом пункте Руха 682-й мсп оказался в тяжёлой тактической ситуации «Стояние в Рухе» — ситуация с 682-м мотострелковым полком, в которой находился 3 года и 10 месяцев.
Согласно последним уточнённым данным, во время проведения операции в период с 14 апреля по 14 мая 1984 года, советские войска потеряли в ущелье Панджшер убитыми не менее 118 военнослужащих (в это число не входят скончавшиеся позже от полученных ран):
- 108-я мотострелковая дивизия:
  - 682-й мотострелковый полк — 56 человек;
  - 180-й мотострелковый полк — 10;
  - 177-й мотострелковый полк — 3;
  - 181-й мотострелковый полк — 2;
  - 271-й отдельный инженерно-сапёрный батальон — 10;
  - 781-й отдельный разведывательный батальон — 1.
- 103-я гвардейская воздушно-десантная дивизия:
  - 350-й гвардейский парашютно-десантный полк — 8;
  - 80-я отдельная гвардейская разведывательная рота — 1.
- 201-я мотострелковая дивизия:
  - 395-й мотострелковый полк — 1.
- 191-й отдельный мотострелковый полк — 19;
- 45-й отдельный инженерно-сапёрный полк — 2;
- 345-й отдельный гвардейский парашютно-десантный полк — 2;
- ВВС 40-й Армии:
  - управление ВВС — 1;
  - 263-я отдельная разведывательная авиационная эскадрилья — 1.
- Особый отдел КГБ СССР — 1;
- Управление 40-й армии — 1.

## Итоги операций
Итогом каждой операции в Панджшерском ущелье был временный и частичный контроль на Панджшерским ущельем. После каждой проведённой операции группировка отрядов Ахмад Шах Масуда теряла единое управление и утрачивала боеспособность. Отряды Масуда несли высокие потери как в людской силе так и в вооружении, а сам он вынужден был временно покидать некогда подконтрольный ему регион.

По окончании каждой операции, Масуд вновь формировал вооружённые отряды и налаживал управление над ними, укреплял разрушенные оборонительные позиции и создавал резервы по вооружению и боеприпасам.

До операции в апреле 1980 года, в н. п. Руха находился пехотный батальон 322-го пехотного полка 8-й пехотной дивизии ВС ДРА, который в условиях численного перевеса группировок Ахмад Шах Масуда и общей атмосферы деморализации у личного состава правительственных войск, фактически перешёл под контроль Масуда.

По итогам операции апреля 1980 года, контроль над Панджшерским ущельем был возложен на 322-й пехотный полк 8-й пехотной дивизии ВС ДРА, который после оставления ущелья советскими войсками в скором времени оказался подконтрольным Ахмад Шах Масуду. На начальном этапе войны руководство ВС СССР ещё не до конца осознавало на какой срок введены в ДРА советские войска, и выполнение важных задач поручало правительственным войскам ДРА.

После операции в мае-июне 1982 года руководство ВС СССР решило что для частичного контроля над Панджшерским ущельем крайне необходимо блокировать сквозной проход по нему, формированием усиленных сторожевых отрядов. Следствием данного решения стало размещение советских гарнизонов в н. п. Руха и Анава.

Следует понимать что вопрос полного контроля над всем Панджшерским ущельем командованием 40-й Армии никогда не ставился. Задача являлась невыполнимой, поскольку требовала отвлечения большого количества сил и средств.
После второго перемирия с Масудом и вывода гарнизона из н. п. Руха, командование 40-й Армии фактически не отдавало должного контроля за функционированием группировки Масуда, что позволило ему восстановить прежний боевой потенциал подчинённых ему отрядов и осуществить полный контроль над ущельем, вплоть до переподчинения батальона 444-го полка «Коммандос» ВС ДРА, который совместно со 2-м парашютно-десантным батальоном 345-го опдп выполнял задачу по блокированию ущелья в н. п. Анава. Военнослужащие данного подразделения правительственных войск представляли серьёзную угрозу советскому батальону, на который планировали внезапное нападение весной 1984 года. Лишь своевременное вмешательство контрразведки и ХАД сумело предотвратить катастрофу:

…Офицер особого отдела при 345-м опдп майор Ю. В. Зубов (1983—1985 гг.): "В Анаве от полка у нас располагался один батальон. По агентурным данным, в начале апреля мне стало известно, что дислоцирующиеся рядом афганский батальон «Коммандос» и батальон царандоя правительственных войск под воздействием пропаганды Ахмад Шаха готовы перейти на его сторону, а предварительно они намерены внезапно напасть на наш батальон и уничтожить его. Об этом даже проговорился в одном из интервью сам Ахмад Шах, когда сказал, что у него есть возможность уничтожить советский гарнизон в Анаве всего за сорок минут. Я организовал проверку этих сведений и обнаружил около двадцати признаков, подтверждающих эти намерения. 
Потом по линии следственного отдела ХАД были приняты срочные меры по замене этих батальонов и аресту солдат и офицеров…— "Памяти Ахмад Шаха Масуда". Александр Ляховский, Вячеслав Некрасов.
По окончании операции в мае-июне 1984 года руководство ВС СССР решило сформировать в н. п. Руха более крупный гарнизон, чем это было ранее. Для сковывания сил противника и его недопущения к трассе Кабул — Хайратон весной 1984-го было принято решение о передислокации 682-го мотострелкового полка 108-й мотострелковой дивизии из Баграма в заброшенный н. п. Руха.

2-й парашютно-десантный батальон 345-го отдельного парашютно-десантного полка продолжал находиться в н. п. Анава с лета 1982 года.

На время нахождения 682-го мсп в ущелье — большее количество формирований Ахмад Шах Масуда действительно оказалось скованными мотострелками, полностью перекрывшими сквозной проход через ущелье. 

В связи с особо тяжёлыми условиями снабжения гарнизона в Рухе, который фактически находился на блокадном положении, и высоких людских потерь из-за постоянных огневых контактов с душманами, этот полк и приданные ему подразделения, были с боями выведены 26 мая 1988 года. Вместе с ним был одновременно выведен гарнизон из н.п. Анава.

После вывода из Рухи, 682-й мсп был рассредоточен по сторожевым заставам на трассе Кабул—Хайратон, со штабом в г. Джабаль-Уссарадж возле штаба 177-го мсп той же 108-й мсд.

## Герои Советского Союза
Список военнослужащих, которые за героизм и мужество проявленные в Панджшерских операциях, удостоены звания Герой Советского Союза:
- Ахромеев Сергей Федорович. Сайт «Герои страны». — Оперативная группа ГенШтаба. Указ Президиума ВС СССР от 07.05.1982 г.
- Аушев Руслан Султанович. Сайт «Герои страны». — 180 мсп, 108 мсд — Указ Президиума ВС СССР от 07.05.1982 г.
- Бурков Валерий Анатольевич. Сайт «Герои страны». — 50-й осап ВВС 40А, Указ Президента СССР от 17.10.1991 г.
- Высоцкий Евгений Васильевич. Сайт «Герои страны». — 180 мсп, 108 мсд. Указ Президиума ВС СССР от 20.09.1982 г.
- Гринчак Валерий Иванович. Сайт «Герои страны». — 682 мсп, 108 мсд. Указ Президиума ВС СССР от 18.02.1985 г.
- Запорожан Игорь Владимирович. Сайт «Герои страны». — 70 огмсбр. Указ Президиума ВС СССР от 07.05.1985 г.
- Кот Виктор Севастьянович. Сайт «Герои страны». — 27-й гв. иап ВВС 40А. Указ Президиума ВС СССР от 20.09.1982 г.
- Кравченко Николай Васильевич. Сайт «Герои страны». — 345-й огпдп. Указ Президиума ВС СССР от 27.09.1984 г.
- Кузнецов Юрий Викторович. Сайт «Герои страны». — 345-й огпдп. Указ Президиума ВС СССР от 05.07.1982 г.
- Максимов Юрий Павлович. Сайт «Герои страны». — Оперативная группа ГенШтаба. Указ Президиума ВС СССР от 05.07.1982 г.
- Опарин Александр Яковлевич. Сайт «Герои страны». — 191 омсп. Указ Президиума ВС СССР от 20.09.1982 г. (посмертно).
- Очиров Валерий Николаевич. Сайт «Герои страны». — 335-й обвп ВВС 40А. Указ Президиума ВС СССР от 21.02.1985 г.
- Павлов Виталий Егорович. Сайт «Герои страны». — 50-й осап ВВС 40А. Указ Президиума ВС СССР от 03.03.1983 г.
- Пименов, Василий Васильевич. Сайт «Герои страны».— 345-й огпдп. Указ Президиума ВС СССР от 13.06.1984 г.
- Слюсарь Альберт Евдокимович. Сайт «Герои страны». — 103 гв. вдд. Указ Президиума ВС СССР от 15.10.1983 г.
- Солуянов Александр Петрович. Сайт «Герои страны». — 350-й гв. пдп 103гв. вдд — Указ Президиума ВС СССР 23.04.1984 г.
- Чмуров Игорь Владимирович. Сайт «Герои страны». — 345-й огпдп. Указ Президиума ВС СССР от 26.05.1986 г.
- Шахворостов Андрей Евгеньевич. Сайт «Герои страны». — 682 мсп, 108 мсд. Указ Президиума ВС СССР от 31.07.1986 г. (посмертно).